# Jelgava
Jelgava (lettiskt uttal: [jælɡava]
 ( lyssna); tyska: Mitau; litauiska: Mintauja; ryska: Елгава, Jelgava, eller Митава, Mitava; polska: Mitawa) är en stad i Lettland med 66 087 invånare (år 2006). Jelgava är residensstad i landskapet Semgallen.
Staden, som är belägen på högra stranden av floden Lielupe, är känd för sitt vackra barockslott, på lettiska Jelgava pils. Slottet byggdes 1738 efter arkitekten F B Rastrellis ritningar och är Baltikums största barockslott, med en yta som omfattar 2,2 hektar. Det var tidigare hem för hertigarna av Zemgale och 30 personer ur släkten finns begravda i slottet.

## Historia
Jelgava grundades 1226 och fick namnet Mitau efter den fästning som då uppfördes på platsen. Under medeltiden var den ett centrum för Tyska orden och blev 1561 huvudstad i hertigdömet Kurland. Under 1500- och 1600-talet var Mitau en betydande spannmålshamn. Den led betydande avbräck under krigen i Östersjöprovinserna under 1600-talet och besattes flera gånger av svenska trupper. 1795 blev Mitau i stället huvudstad i guvernementet Kurland. 1918 och 1919 var staden föremål för häftiga strider mellan lettiska lantvärnet (Landeswehr) och de röda trupperna bestående mestadels av så kallade lettiska "röda skyttar". Från 1919 blev Jelgava en del av det självständiga Lettland.
I staden finns Lettlands Lantbruksuniversitet (i Jelgava pils - slottet) och flera andra universitetsfakulteter med anknytning till lantbruk till exempel skogsfakulteten och fakulteten för lantbruksingenjörer. Det finns fyra kyrkor i staden: St Annas lutherska katedral, Johanneskyrkan, Sankt Simeons och Sankt Annas ortodoxa katedral samt jungfru Marias katolska katedral. Det tillkommer en kyrka: Heliga Trefaldighets kyrka, men här återstår bara tornet efter andra världskriget och här har man inrett museum och turistbyrån. Staden bombades kraftigt under andra världskriget men ett hus finns intakt: Nesterov maja (Nesterovs hus) vid Zemgale prospekts. Det finns ett ganska stort historiskt museum (Gederts Eliass museum) där även det första astronomiska observatoriet grundades 1782. Det är det höga tornet som ses på bilden till höger. Byggnaden kallades ursprungligen "Akademia Petrina" och byggdes av arkitekten Severin Jensen 1775. Det finns också ett järnvägsmuseum som är en filial till järnvägsmuseet i Riga eftersom den viktigaste järnvägsknuten i Lettland bildades i Jelgava 1868. Staden har en flygplats, Jelgavas lidlauks.
På bilden till höger (Jelgava från ovan) ses Sankt Simeons och Sankt Annas katedral till vänster med blått tak, G Eliass historiska museum i mitten med observatorietornet och Jungfru Marias katolska katedral till höger i tegel. Gatan heter Zemgales prospekts i vänstra delen och Akademias iela i högra delen
I staden tillverkades 1975–1998 bussar under märket Rīgas Autobusu Fabrika.

## Sport
- FK Jelgava